# Vladimir Levin (piłkarz)
Vladimir Levin, ukr. Володимир Павлович Левін, Wołodymyr Pawłowicz Łewin, ros. Владимир Павлович Левин, Władimir Pawłowicz Lewin (ur. 23 stycznia 1984 w Archangielsku, Rosyjska FSRR) – azerski piłkarz pochodzenia rosyjskiego występujący na pozycji obrońcy, a wcześniej pomocnika, zawodnik FK Qəbələ. 28 lipca 2006 zmienił ukraińskie obywatelstwo na azerskie.

## Kariera piłkarska

### Kariera klubowa
Urodził się w Rosji, ale jeszcze jako dziecko wyjechał z rodzicami na Ukrainę. Wychowanek DJuSSz Artanija Oczaków. Pierwszy trener W.W.Żurawko. W 2001 rozpoczął karierę piłkarską w drugiej drużynie Czornomorca Odessa, w której pełnił funkcje kapitana. Potem wyjechał do Azerbejdżanu, gdzie został piłkarzem İnteru Baku, który trenował ukraiński szkoleniowiec Anatolij Końkow.

### Kariera reprezentacyjna
27 sierpnia 2008 zadebiutował w reprezentacji Azerbejdżanu w spotkaniu towarzyskim z Iranem. Łącznie rozegrał 13 gier reprezentacyjnych. Wcześniej występował w młodzieżowej reprezentacji.

## Sukcesy i odznaczenia
- mistrz Azerbejdżanu: 2008, 2010
- wicemistrz Azerbejdżanu: 2009